# Takuo Yuasa
Takuo Yuasa (湯浅卓雄, Yuasa Takuo) est un chef d'orchestre japonais, né à Osaka le 27 juillet 1949. Il a dirigé, entre autres, l'Orchestre symphonique de Londres et l'Orchestre d'Ulster.

## Biographie
Takuo Yuasa fait ses études musicales (flûte, piano, clarinette, violoncelle) à Osaka avant de partir à l'université de Cincinnati aux États-Unis en 1967 pour compléter son apprentissage en composition et théorie. Il part ensuite en Europe étudier auprès d'Igor Markevitch et Hans Swarowsky à Vienne puis de Franco Ferrara à Sienne. Il devient par la suite l'assistant du chef Lovro von Matačić.

## Discographie
- Œuvres d'Arvo Pärt sur le disque Orchestral Works, avec l'Orchestre d'Ulster, chez Naxos (2000)
- Concerto pour violon et orchestre de Philip Glass, par Adele Anthony et le Ulster Orchestra, chez Naxos